# Miltern
Miltern là một đô thị thuộc huyện Stendal, bang Sachsen-Anhalt, Đức. Đô thị Miltern có diện tích 10,57 km², dân số thời điểm ngày 31 tháng 12 năm 2006 là 395 người.